# Sweden Sans
Sweden Sans — це гарнітура без засічок, яка була розроблена шведським дизайнерським агентством Söderhavet для використання шведськими урядовими міністерствами, установами та корпораціями.

## Розробка
У 2012 році Шведський інститут стандартів і Рада з просування Швеції, також, замовили послуги у дизайнерів шрифтів Штефана Гаттенбаха та Йеспера Робінеля зі стокгольмської студії дизайну Söderhavet, щоб вони розробили дизайн бренду для країни Швеції, який представлятиме країну візуально однорідно для зовнішнього світу.
У 2013 році робота над даним сімейством шрифтів була завершена. Сімейство шрифтів містило два накреслення для звичайного та жирного тексту, який випустили у 2013 році. У 2020 році сімейство шрифтів переглянули та додали легший шрифт (Book) і напівжирний шрифт. Sweden Sans не має ваги для тексту курсивом.

## Список використаної літератури
1. ↑  Russell, Helen (14 листопада 2014). Sweden Sans: designers create national font. Процитовано 25 жовтня 2017 — через www.theguardian.com.
2. ↑  Sweden sans. So Type. 29 травня 2019. Процитовано 2 січня 2020.
3. ↑  Sweden Sans in the olympic game. Söderhavet. 10 листопада 2015. Процитовано 22 вересня 2023.
4. ↑  Sweden. Söderhavet. Процитовано 22 вересня 2023.